# Antepipona pulchripilosella
Antepipona pulchripilosella är en stekelart som först beskrevs av Cameron 1910.  Antepipona pulchripilosella ingår i släktet Antepipona och familjen Eumenidae. Inga underarter finns listade i Catalogue of Life.